# Dinotoperla aryballoi
Dinotoperla aryballoi is een steenvlieg uit de familie Gripopterygidae. De wetenschappelijke naam van de soort werd voor het eerst geldig gepubliceerd in 2017 door Mynott, Suter en Theischinger.